# Живописен мост
Живописният мост (на руски: Живописный мост), наричан също Мост в Серебряний Бор (Мост в Серебряном бору), е пътен вантов мост в Москва над река Москва. Открит е на 27 декември 2007 г.
Особеностите на трасето по мостовия преход са обусловени от наличието на особено охраняема природна територия по бреговете на река Москва и от необходимостта да се осигурят големи радиуси на кривите за удобно движение на автомобили със скорост до 100 км/ч.

## Конструкция
Конструкцията на моста представлява пилон във вид на арка между бреговете с ветрилообразно разположение на вантите, като мостът пресича реката под остър ъгъл.
Носещите конструкции – пилон и ванти – са боядисани в наситен червен цвят. Вантите от системата Freyssinet (Франция) представляват снопи от високо издръжливи въжета (от 27 до 49 броя, в зависимост от усилието във въжето), стегнати в обвивка от полиетилен, с външен диаметър 130-300 мм и дължина 40-196 м. По страните на моста (освен при вантовия отвор) са установени шумозащитни екрани.
В горната част на арката е окачена наблюдателна площадка с елипсовидна форма. В конструкцията на площадката първоначално е проектиран ресторант (планиран за края на 2009 година). По-късно в проекта ресторантът е заменен с офис за гражданска регистрация (най-вероятно с идея за използване за сключване на граждански брак).